# 装飾美術

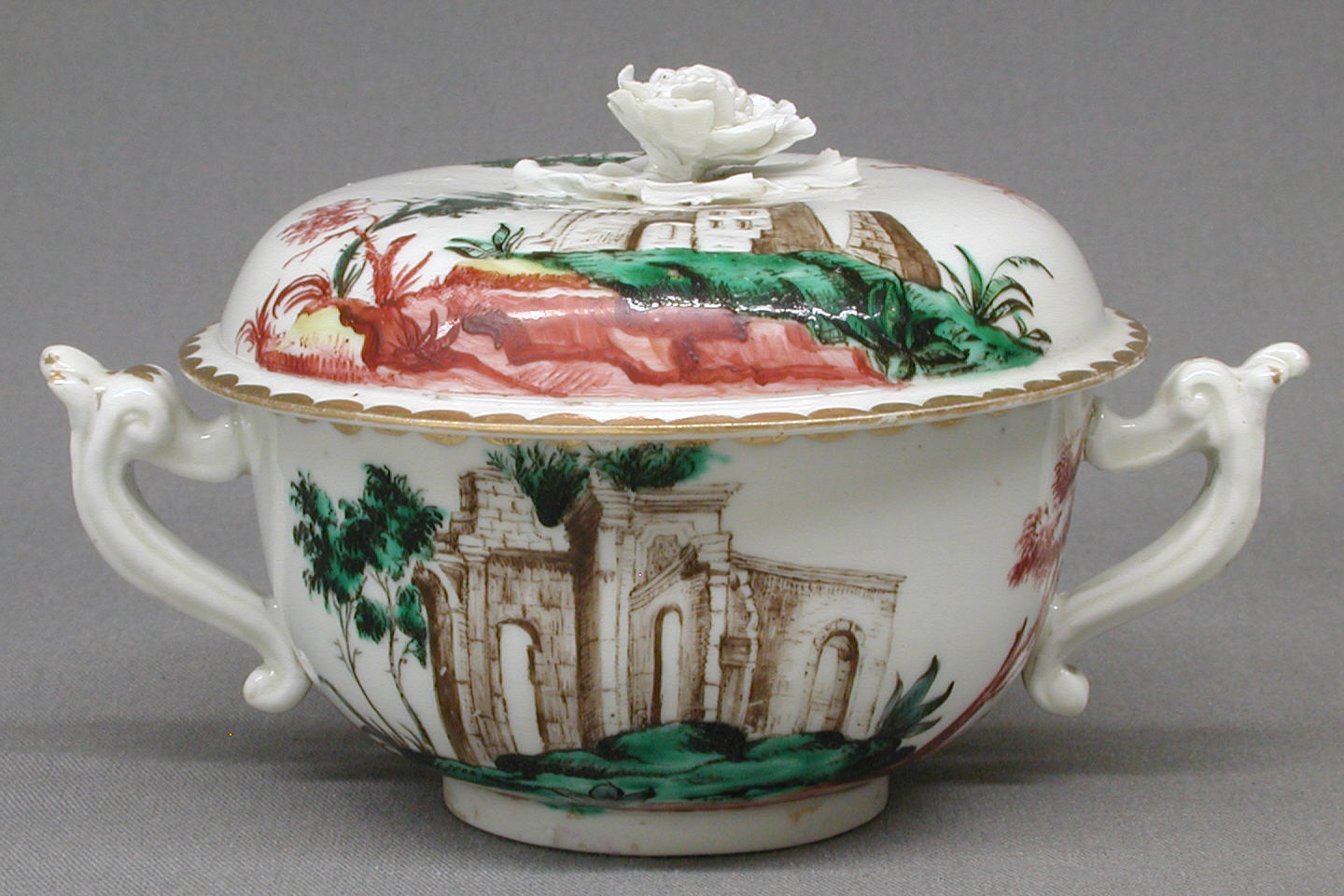
ノーヴェ磁器の蓋付き深皿、1765 から70年、遺跡が描かれたソフトペースト磁器

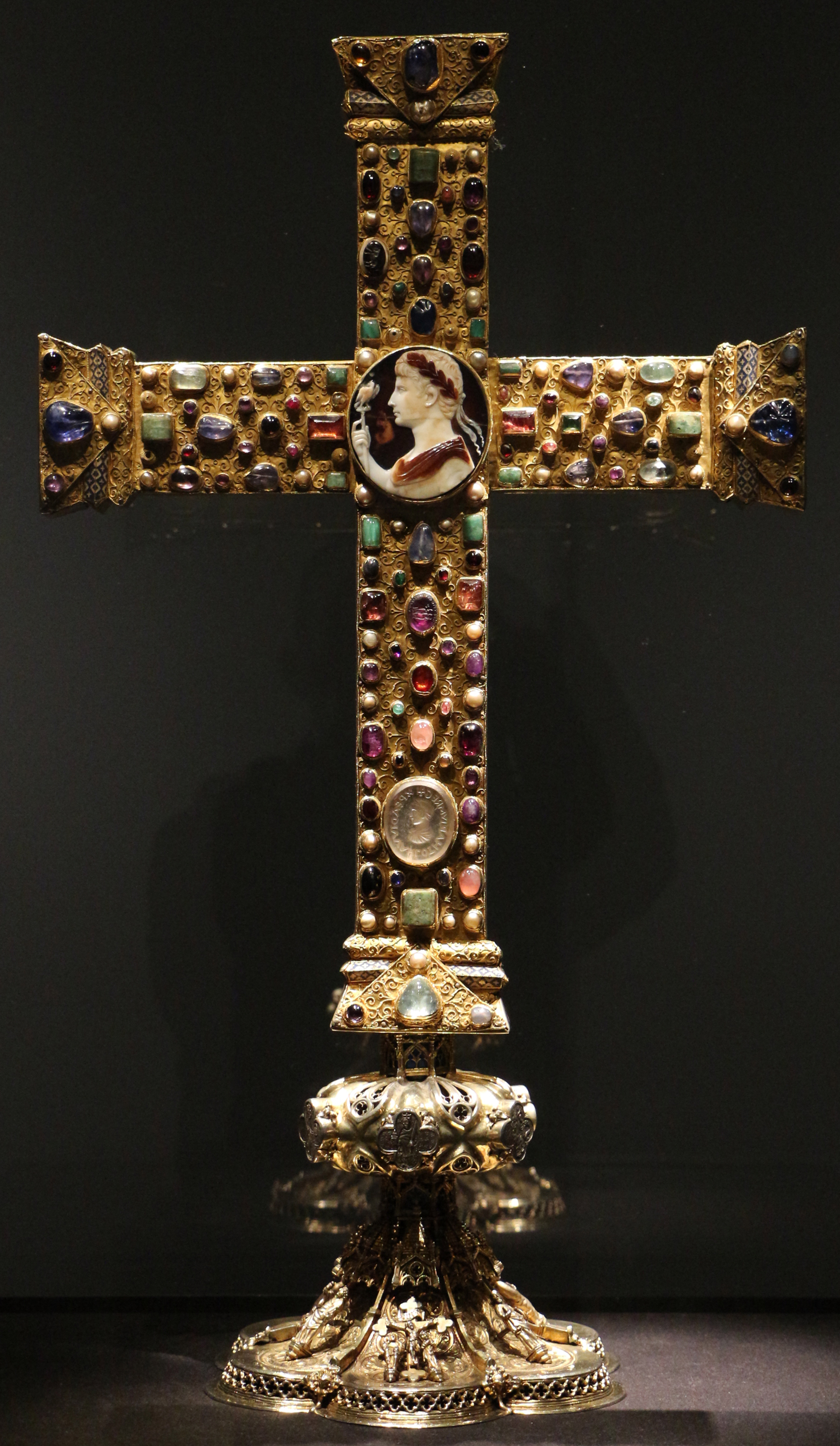
ロタールの十字架の表側（1000年頃）、「聖なる美術」の古典的な例

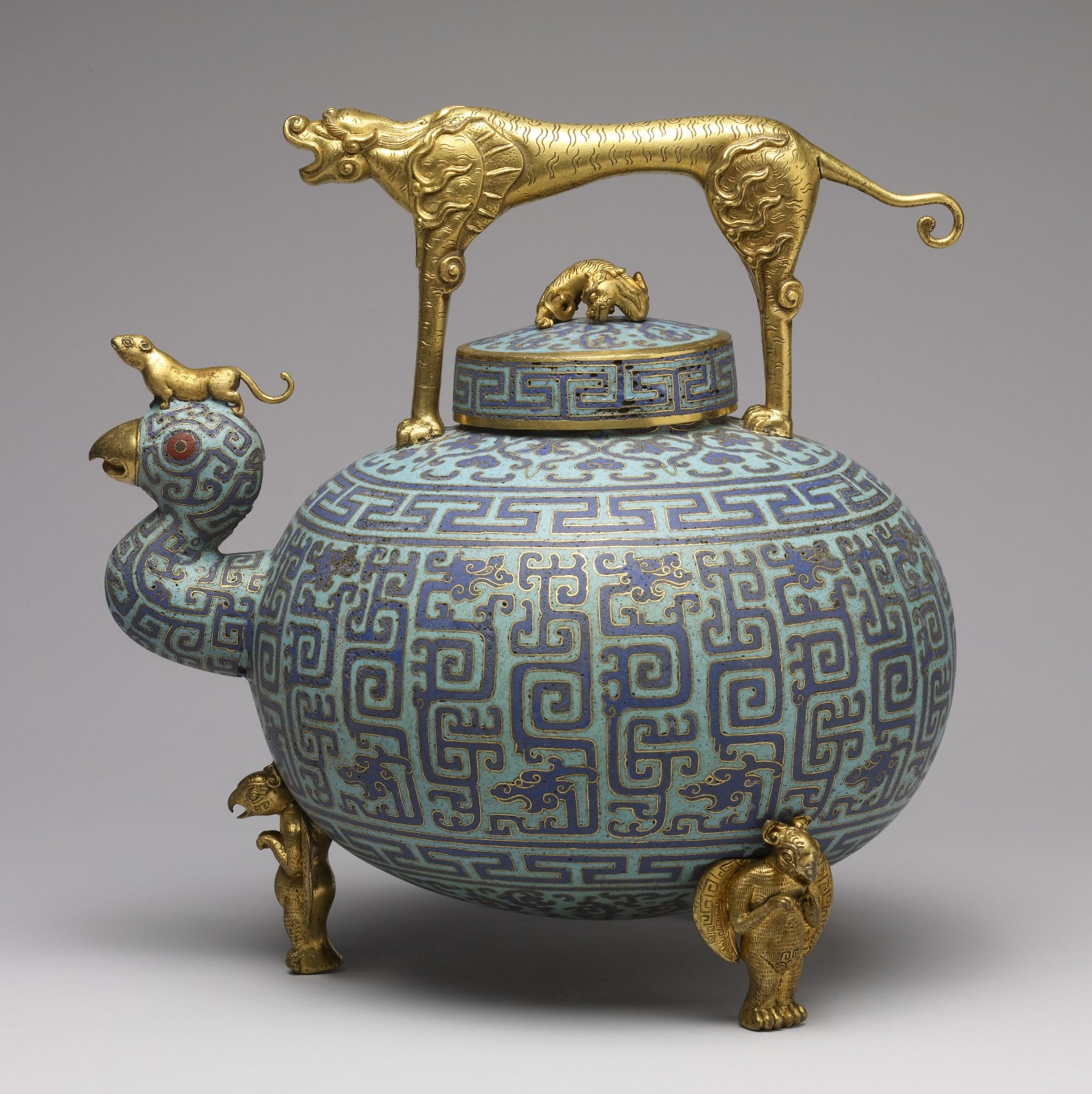
中国の18世紀頃の「酒壺」、ウォルターズ美術館

装飾美術（そうしょくびじゅつ、フランス語: Arts décoratifs, 英語: Decorative arts ）とは、美しくかつ機能的な物のデザインと製作を目的にする美術・工芸である。
陶芸品や金工品、家具、ジュエリー、ファッション、様々な染織品とガラス製品主な分類である。 これには、建物の内装やインテリアデザインのための美術品の大半が含まれるが、建築は普通そうでない。
装飾美術は、「純粋美術」、つまり絵画や・素描・写真・大型彫刻とは別に区分されることが多い。これらの純粋美術では、知性を刺激するその美学的性質・可能性のためにのみ、創造されるのが一般的である。
また、応用美術も装飾美術と大きく重なり、現代的な応用美術品の製作はデザインと呼ばれるのが普通である。